# Lloy Ball
Lloy James Ball (Fort Wayne, 17 febbraio 1972) è un pallavolista, allenatore di pallavolo e dirigente sportivo statunitense.
Gioca nel ruolo di palleggiatore, allena ed è presidente del Team Pineapple.

## Biografia
Nato a Fort Wayne, in Indiana. È il figlio dell'ex allenatore di pallavolo Armond Ball. Frequenta la Woodlan Junior/Senior High School e in seguito la Indiana University – Purdue University Fort Wayne.

## Palmarès

### Club
- Campionato italiano: 1

2001-02
- Campionato greco: 1

2004-05
- Campionato russo: 4

2006-07, 2008-09, 2009-10, 2010-11
- Coppa di Grecia: 2

2004-05, 2005-06
- Coppa di Russia: 2

2007, 2009
- Supercoppa greca: 2

2004, 2005
- Supercoppa russa: 1

2010
- Champions League: 1

2007-08
- Coppa CEV/Challenge Cup: 1

2003-04

### Nazionale (competizioni minori)
- Giochi panamericani 1995
- Coppa America 1999
- Coppa America 2000
- Coppa America 2007

### Premi individuali
- 1995 - Coppa del Mondo: Miglior palleggiatore
- 1999 - Coppa del Mondo: Miglior palleggiatore
- 2000 - Coppa America: Miglior palleggiatore
- 2001 - All Star Game: MVP
- 2003 - Campionato nordamericano: Miglior palleggiatore
- 2005 - Champions League: Miglior palleggiatore
- 2007 - Campionato nordamericano: MVP
- 2007 - Campionato nordamericano: Miglior palleggiatore
- 2008 - World League: MVP
- 2008 - World League: Miglior palleggiatore
- 2009 - Coppa di Russia: Miglior palleggiatore
- 2009 - Superliga: MVP
- 2011 - Champions League: Miglior palleggiatore
- 2015 - Inserimento nella Volleyball Hall of Fame come giocatore
- 2019 - NVA: MVP